# Kim Small
Kim Maree Small (13 april 1965) is een Australisch hockeyster. 
Small werd in 1988 met de Australische ploeg olympisch kampioen.

## Erelijst
- 1987 -  Champions Trophy Amstelveen
- 1988 –  Olympische Spelen in Seoel
- 1989 -  Champions Trophy Frankfurt
- 1990 -  Wereldkampioenschap hockey in Sydney